# Europees kampioenschap schaatsen 1898
Het Europese kampioenschap allround in 1898 werd van 19 tot 20 februari 1898 verreden op Pohjoissatama (Norra Hamnen) in Helsinki .
De titelverdediger was de Duitser Julius Seyler, de Europees kampioen van 1897 gewonnen op het Museumplein in Amsterdam. De Fin Gustaf Estlander werd voor eigen publiek kampioen door alle vier de afstanden te winnen.

## Klassement
| #    | Naam                  | Land      | 500m     | 5000m       | 1500m      | 10.000m     |
| ---- | --------------------- | --------- | -------- | ----------- | ---------- | ----------- |
| Goud | Gustaf Estlander      | Finland   | 49,2 (1) | 9.28,8 (1)  | 2.36,8 (1) | 19.21,4 (1) |
| (2)  | Emil Helin            | Finland   | 52,6 (4) | 9.51,8 (5)  | 2.47,2 (7) | 19.56,2 (3) |
| (3)  | Wilhelm Gustafsson    | Finland   | 53,6 (7) | 10.07,6 (7) | 2.55,2 (8) | 21.09,4 (4) |
| NS4  | Alfred Næss           | Noorwegen | 49,4 (2) | 9.41,8 (4)  | 2.39,0 (2) | NS          |
| NS4  | Arthur Helenius       | Finland   | 51,4 (3) | 9.52,6 (6)  | 2.46,0 (6) | NS          |
| NS4  | Arthur Backman        | Finland   | 52,8 (5) | 9.36,0 (2)  | 2.39,8 (3) | NS          |
| NS4  | Valdemar Volin        | Rusland   | 53,4 (6) | 10.13,4 (8) | 2.45,2 (5) | NS          |
| NS4  | Theodor Baltscheffski | Finland   | 53,6 (7) | 10.21,0 (9) | 2.56,6 (9) | NS          |
| NF1  | Nikolay Kryukov       | Rusland   | NF       | 9.39,0 (3)  | 2.45,0 (4) | 19.28,6 (2) |

* = met val
NC = niet gekwalificeerd
NF = niet gefinisht
NS = niet gestart
DQ = gediskwalificeerd